# Marcgraviat de Bergen
El marcgraviat de Bergen (Bergen op Zoom) fou una jurisdicció feudal del Sacre Imperi Romanogermànic.
Pertanyia a la senyoria de Breda fins que el 1287 es va erigir en senyoria separada. Vers 1330 era senyora de Bergen, Matilde de Wezemall; més tard la senyoria va recaure en la seva filla Joana de Voorne però va morir el 1349; Matilde va tornar a exercir del 1551 al 1353. La senyoria va passar llavors a un fill il·legítim del duc Joan II de Brabant, anomenat Joan de Glymes o Joan Cordeken (nascut vers 1310 i mort vers 1361) que va agafar el títol de marcgravi.
Va seguir Joan II de Glymes (+ 1379) i el seu fill Joan III (+1428). El fill Joan (IV) va rebre el títol de comte de Glymes (Joan I) però va morir abans de recollir la successió de Bergen (1427). El fill Joan fou comte de Glymes (Joan II) i marcgravi de Bergen (Joan IV); va morir el 1494 deixant Bergen al fill Corneli i Glymes al fill Joan III; a la mort de Corneli vers 1533, deixava una filla Margarita (+1551), casada amb Florenci comte d'Egmont-Bueren (+1539) i la successió va passar a Antoni (+1541) fill de Joan III.
La seva filla Mència (+1561) es va casar amb Joan IX de Merode (+1577) sota el qual el títol de marcgravi els fou reconegut el 1559 pels estats de Brabant. Van tenir una filla de nom Maria Margarita que fou marquesa (1577-1588) i es va casar amb Joan de Witthem vescomte de Seburg, morint ambdós el 1588, deixant una filla Maria Mència, casada amb Herman de Bergh-Herenberg, que va rebre la investidura de l'emperador, però no va poder exercir fins al 1609 morint el 1613 deixant una filla de nom Maria Elisabet Clara (casada amb Albert comte de Bergh-Heerenberg), que va ser marquesa fin el 1633 quan va morir sense fills. El títol va subsistir i fou concedit tres anys després a la seva neboda Maria Elisabet II, però la seva autoritat no fou reconeguda; el 1641 el vidu Albert de Bergh va reclamar la successió que el rei d'Espanya li va concedir; després de la pau de Munster del 1648 Maria Elisabet II va ser reconeguda i Albert va renunciar el 1650.
Maria Elisabert II va governar amb el seu marit príncep Eitel Frederic de Hohenzollern-Hechingen fins a la seva mort el 1661; van deixar només una filla, Franceca Enrica, que va viure fins al 1671. El 1672 el marquesat fou donat en feu a Enriqueta Francesca, princesa de Hohenzollern, no reconeguda fins a 1681; va morir el 1698. Va pertànyer llavors a la casa de La Tour d'Auvergne amb Frederic Maurici de La Tour d'Auvergne (+ 23 de novembre de 1707) a la mort del marques Maria Anna d'Arenberg va actuar com a regent de la seva filla Maria Enriqueta de la Tour d'Auvergne fins a 1722; després del govern de Maria Enriqueta (1722-1728) casada amb el comte del Palatinat-Sulzbach Joan Cristià; la va succeir el seu fill Felip Teodor de Sulzbach; la prematura mort d'aquest va portar al seu fill Carles Felip Teodor (nascut el 1724) sota regència de la seva àvia que durar fins al 1742. Carles Felip Teodor va esdevenir elector de Baviera el 1777.
El marquesat com a jurisdicció va durar fins al 1795 quan fou suprimida per la revolució. Carles Felip va morir el 1799.